# Stanhope (Escocia)
Stanhope es un pequeño asentamiento situado en la parroquia de Drumelzier, en el valle del río Tweed, en los Borders escoceses, antes Peeblesshire, en el Reino Unido.
La familia Murray adquirió y estableció una baronía en Stanhope en 1634 como parte de unas propiedades que se extendían hasta Tweedsmuir. El asentamiento consiste en un conjunto de edificios  junto al arroyo Stanhope. Fue propiedad de sir David Murray, sobrino de John Murray de Broughton, que tomó parte en la rebelión jacobita de 1745. Como resultado de su participación en la rebelión, las propiedades de Murray en Broughton y Stanhope fueron confiscadas -como a los otros simpatizantes jacobitas- y en 1761 aún estaban en manos de los acreedores. Stanhope fue vendido por orden de la Court of Session, que fue transferido en 1767 a James Montgomery. Muchas de las propiedades de la zona de Stanhope eran propiedad de miembros del Clan Tweedie, con quien los Murrays habían tenido disputas o enlaces matrimoniales en varias ocasiones.